# 阿加波夫卡區

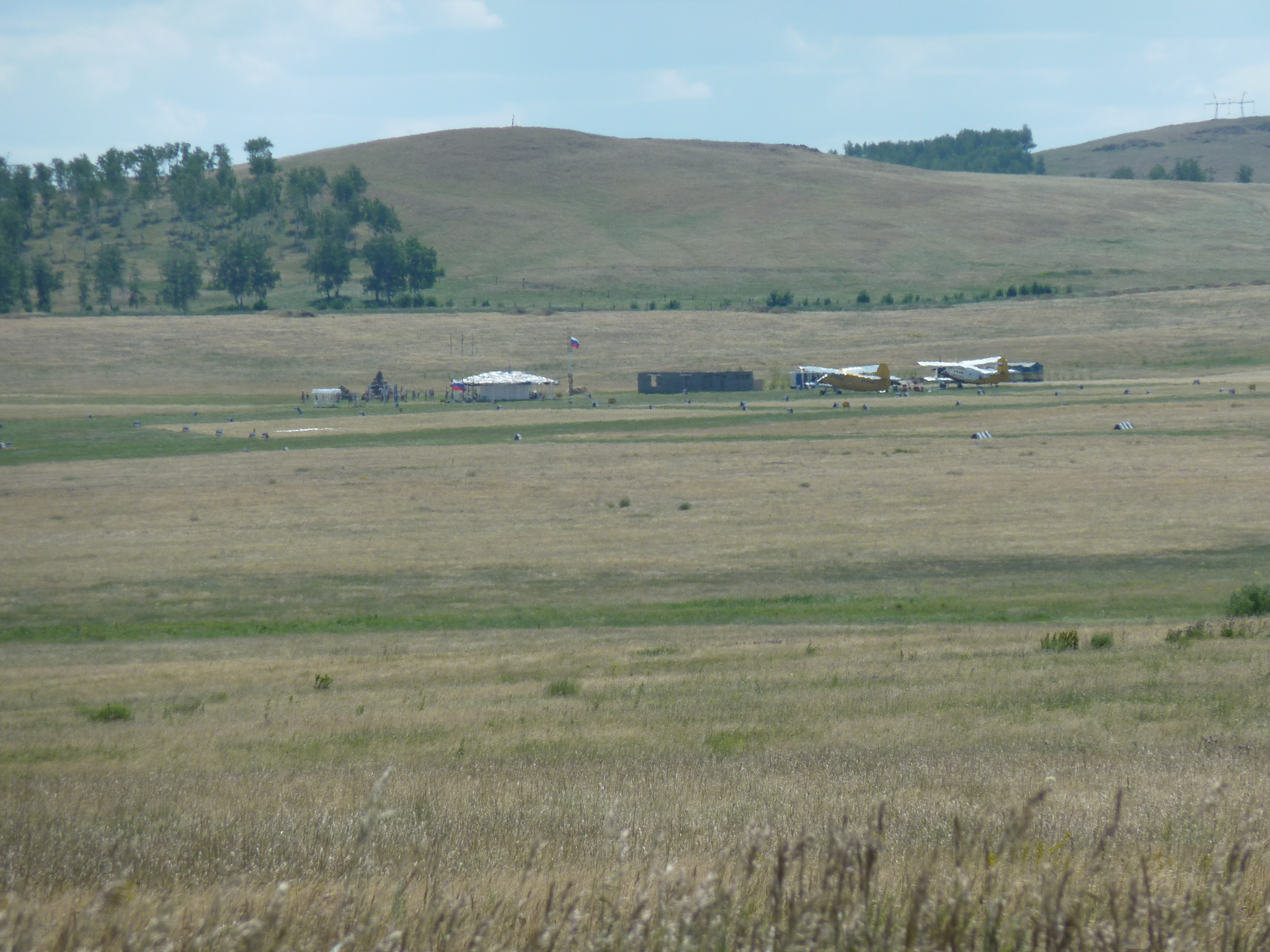

53°17′39″N 59°08′04″E / 53.29417°N 59.13444°E
阿加波夫卡區（俄语：Агаповский район），是俄羅斯的一個區，位於該國西南部，由車里雅賓斯克州負責管轄，面積2,604平方公里，2010年人口34,779，人口密度每平方公里13.36人。